# 메틸렌 (화합물)
메틸렌(영어: methylene)은 화학식 CH
2의 유기 화합물이다([CH
2]로 쓰기도 한다). 체계명은 메틸리덴(영어: methylidene) 및 다이하이드리도카본(영어: dihydridocarbon)이며, 카벤(영어: carbene)이라고 불리기도 한다. 중적외선에서 형광을 발하며 희석이나 부가생성으로만 지속되는 무색의 가스이다.
메틸렌은 가장 간단한 카벤이다.:p.7 일반적으로 매우 낮은 압력, 매우 낮은 온도 또는 화학 반응에서 수명이 짧은 중간체로만 검출된다.

## 같이 보기
- 메틸 유리기
- 메틸리다인 유리기
- 탄소 원자(영어판)